# Kleurstof

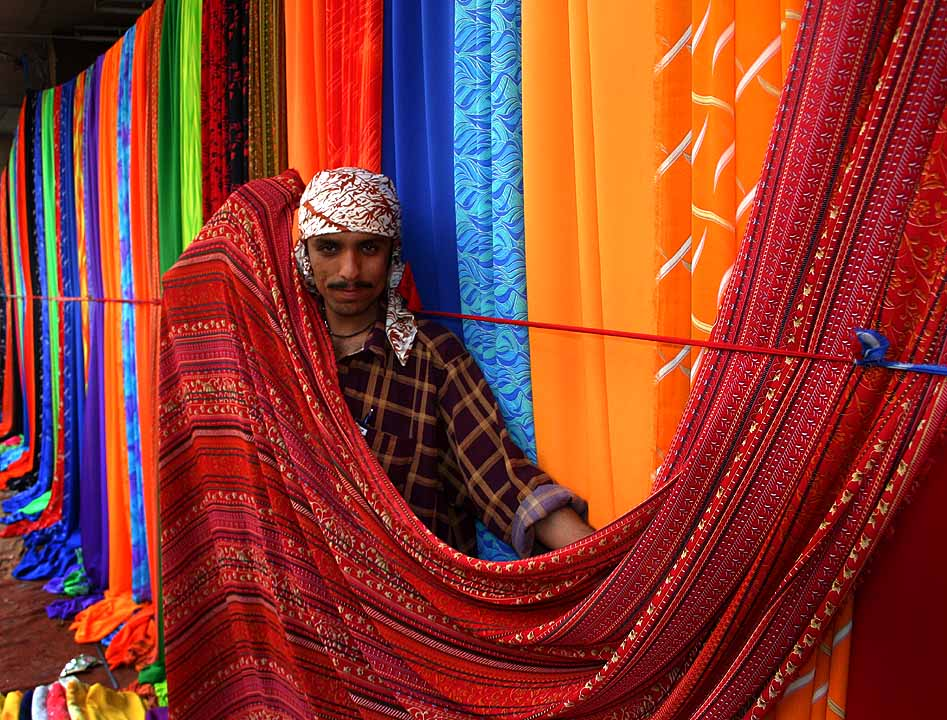
Bij het verven van dit textiel worden vele kleurstoffen gebruikt

Een kleurstof is een stof om aan producten een kleur te geven. 
In tegenstelling tot een pigment heeft een kleurstof een vervend vermogen; het hecht zich tot op zekere hoogte aan de te kleuren stof. Daarnaast worden kleurstoffen als regel in oplossing gebruikt, terwijl pigmenten juist onopgelost moeten blijven.
Vrijwel alle kleurstoffen zijn organische verbindingen. Een opmerkelijke uitzondering vormen de kleurstoffen die in de beeldbuizen van conventionele kleurentelevisietoestellen worden gebruikt. 
Kleurstoffen worden met name gebruikt om textiel te verven, daarnaast bevatten inkten meestal kleurstoffen.
In levensmiddelen is een beperkt aantal kleurstoffen toegestaan als additief, deze zijn herkenbaar aan het E-nummer in de reeks E100-199, dat meestal op de verpakking vermeld wordt. Niet al deze kleur- en smaakstoffen zijn synthetisch; E120 bijvoorbeeld is een stof die karmijnrood kleurt en gemaakt is van de cochenilleluis, een beestje dat op de opuntia leeft.

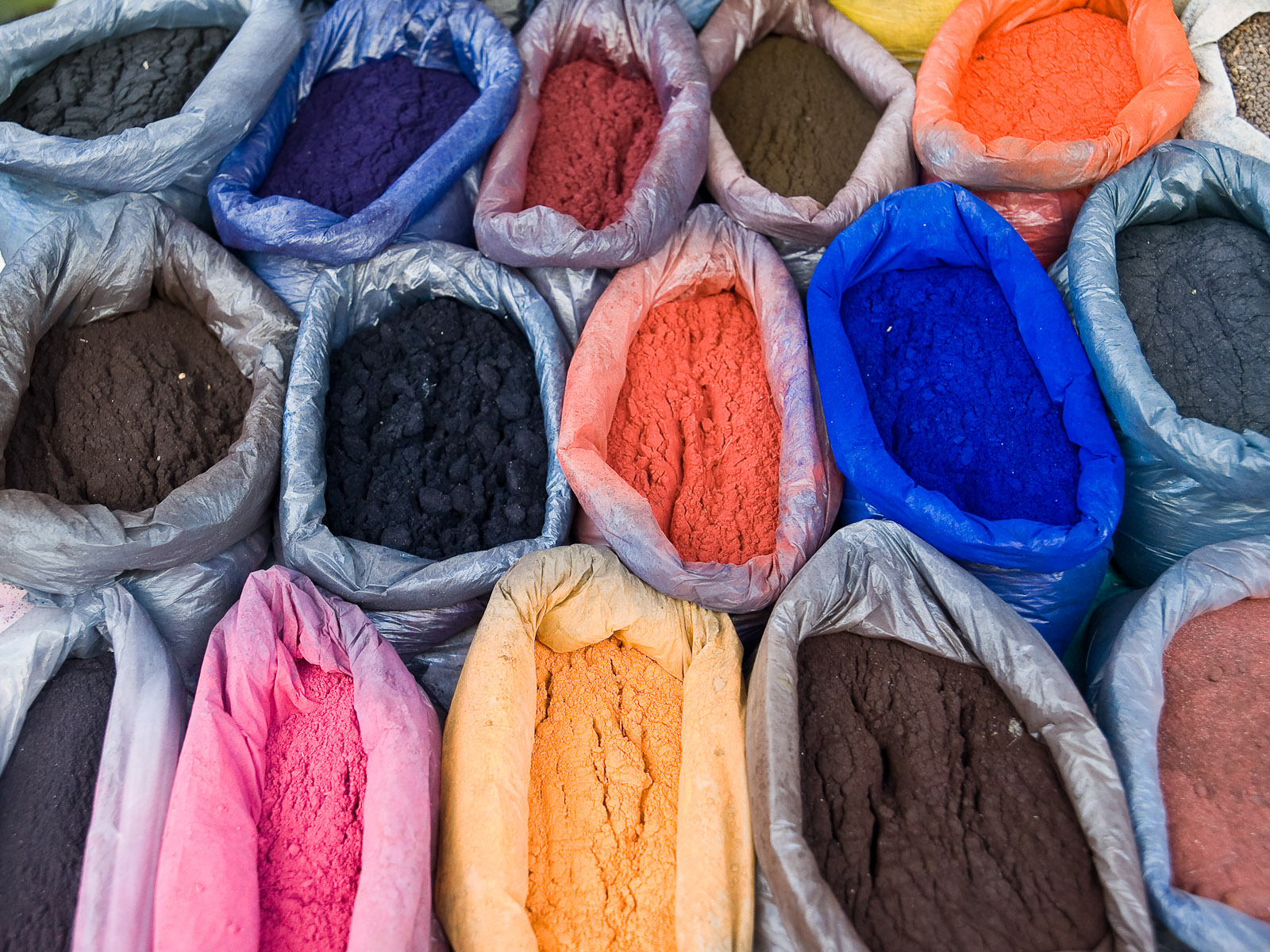
Kleurstoffen op een markt in Osh (Kirgizië)

De textielindustrie gebruikt bijna uitsluitend synthetische kleurstoffen. Het kenmerkende
verschil tussen de verschillende kleurstoffen is de chemische structuur, maar in de praktijk worden ze ingedeeld naar de manier waarop ze zich gedragen in het verfproces.

## Indeling
De voornaamste groepen zijn:
- Reactieve kleurstoffen gaan een reactie aan met de vezel en vormen daarbij een chemische binding. Deze binding is zeer sterk, zodat de kleurstof moeilijk uitgewassen wordt en dus een goede wasechtheid heeft. Zure kleurstoffen vormen een zoutbinding met basische groepen in een vezel. Deze groepen zijn aanwezig in wol, zijde en polyamide. Basische kleurstoffen daarentegen reageren met zure groepen in een vezel. Zure groepen komen vooral voor in polyacrylvezels.
- Directe kleurstoffen hechten aan de vezel door vanderwaalskrachten. Deze krachten zijn niet zo sterk waardoor de wasechtheid van deze kleurstoffen slecht is. De lichtechtheid is wel goed, zodat ze gebruikt worden voor het verven van gordijnen.
- Naftol-kleurstoffen worden in twee fasen opgebracht en vormen pas kleurstofmoleculen in de vezel. De kwaliteit is goed maar het proces is duur en wordt daarom niet vaak toegepast.
- Kuipkleurstoffen zijn onoplosbaar en danken hun naam aan de stap waarbij ze oplosbaar worden gemaakt (een reductiereactie, ook wel verkuipen genoemd). De kleurstoffen worden in opgeloste vorm in de textielvezels gebracht, waarna ze weer onoplosbaar worden gemaakt. Zo wordt de kleurstof opgesloten in de vezel. Kuipkleurstoffen worden toegepast als zeer goede kleurechtheid gevraagd wordt.
- Zwavelkleurstoffen zijn het goedkopere alternatief voor kuipkleurstoffen. De eigenschappen van deze kleurstoffen zijn wat minder. De bekendste zwavelkleurstof is zwavelzwart, dit is eigenlijk de enige echte zwarte kleurstof.
- Disperse kleurstoffen zijn praktisch onoplosbaar in water. Strikt genomen zijn het pigmenten, maar ze zijn zo fijn dat ze na het toevoegen van bevochtigingsmiddelen in water gedispergeerd en zo in de vezel gebracht kunnen worden. Ze worden gebruikt voor het verven van polyester en andere synthetische vezels.
- Pigmenten zijn niet in water oplosbare kleurstoffen. Ze hebben geen affiniteit met textiele vezels en kunnen alleen met een bindmiddel aan de buitenkant van de textiele vezels worden aangebracht. De wasechtheid is minder doordat in de was gemakkelijk slijtage kan ontstaan. De lichtechtheid van pigmenten is in het algemeen uitstekend.